# Tara Rigney
Tara Rigney (Westminster, 30 de marzo de 1999) es una deportista australiana que compite en remo.
Ganó dos medallas de bronce en el Campeonato Mundial de Remo, en los años 2022 y 2023, en la prueba de scull individual. Participó en los Juegos Olímpicos de Tokio 2020, ocupando el séptimo lugar en la prueba de doble scull.

## Palmarés internacional
| Campeonato Mundial | Campeonato Mundial       | Campeonato Mundial | Campeonato Mundial |
| Año                | Lugar                    | Medalla            | Prueba             |
| ------------------ | ------------------------ | ------------------ | ------------------ |
| 2022               | Račice (República Checa) | Medalla de bronce  | Scull individual   |
| 2023               | Belgrado (Serbia)        | Medalla de bronce  | Scull individual   |